# Julia mishimaensis
Julia mishimaensis is een slakkensoort uit de familie van de Juliidae. De wetenschappelijke naam van de soort is voor het eerst geldig gepubliceerd in 1982 door Kawaguti & Yamasu.